# Galium volcanense
Galium volcanense är en måreväxtart som beskrevs av Lauramay Tinsley Dempster. Galium volcanense ingår i släktet måror, och familjen måreväxter. Inga underarter finns listade i Catalogue of Life.